# 赫利維西科河
赫利維西科河（烏克蘭語：Хлівисько），是烏克蘭的河流，位於該國西部利沃夫州，屬於博洛齊夫卡河的右支流，發源自米日蓋齊以西，河道全長11公里，流域面積26平方公里。